# Кэнти, Доминик
Доминик Дэньелл Кэнти (англ. Dominique Danyell Canty; род. 2 марта 1977 года в Чикаго, Иллинойс) — американская профессиональная баскетболистка, выступавшая в женской национальной баскетбольной ассоциации. Была выбрана на драфте ВНБА 1999 года в третьем раунде под общим двадцать девятым номером клубом «Детройт Шок». Играла в амплуа атакующего защитника.

## Ранние годы
Доминик Кэнти родилась 2 марта 1977 года в городе Чикаго (штат Иллинойс), училась там же в средней школе имени Уитни Янга, в которой выступала за местную баскетбольную команду.